# David la Terreur
David la Terreur, né Michel David à Cerisy-la-Forêt en 1761 et mort fusillé à Caen le 2 avril 1796, est un des plus célèbres chefs de bande de chauffeurs qui mettent à profit les désordres de la Révolution pour se livrer aux pires exactions sous le couvert de la chouannerie.
Avec deux de ses frères, il sème la terreur durant plusieurs mois en Basse-Normandie. On sonne le tocsin sur le passage de celui que tout le monde surnomme « David la Terreur ».
À Pâques 1796, sa bande commet plusieurs massacres dans les environs de Bayeux. Après l’assassinat de l'abbé Hébert au Tronquay, vingt-deux pseudo-chouans après avoir atterris et dénoncés par Angélique Lehaguais, née Porée-Hergas (1739-1796), fermière à Lamberville furent arrêtés quelque temps plus tard et passée par les armes à Caen, à l'exception d'un, Jean David, qui revint avec deux comparses venger ses frères le 15 juin 1796 en exécutant la fermière.